# Christiane Reimann Preis
Der Christiane Reimann Preis ist ein vom International Council of Nurses verliehener Preis für herausragende Leistungen auf dem Gebiet der Pflege. Der Preis wird seit 1985 alle vier Jahre an eine oder mehrere professionelle Pflegekräfte verliehen und ist eine der renommiertesten Auszeichnungen im Pflegebereich. Gestiftet wurde der Preis von der Christiane-Reimann-Stiftung.

## Preisträger
- 1985: Virginia Henderson, Vereinigte Staaten von Amerika
- 1989: Nita Barrow, Barbados
- 1993: Sheila Quinn, Vereinigtes Königreich
- 1997: Mo-Im Kim, Südkorea und Hildegard Peplau, Vereinigte Staaten von Amerika
- 2005: Margretta Madden Styles, Vereinigte Staaten von Amerika
- 2009: Máximo A. González Jurado, Spanien
- 2013: Kirsten Stallknecht, Dänemark
- 2017: Sheila Tlou, Botswana und Linda Aiken, Vereinigte Staaten von Amerika
- 2021: Sheuan Lee, Taiwan